# Franz Triebs
Franz Triebs (* 7. November 1864 in Glogau, Provinz Schlesien; † 27. Dezember 1942 in Berlin) war ein deutscher Kirchenrechtler.

## Leben
Nach dem Abitur 1883 studierte Franz Triebs an den Universitäten Breslau und Münster Katholische Theologie. Ab 1886 war er Mitglied der katholischen Studentenverbindung VKDSt Saxonia Münster. Später wurde er noch Mitglied der AV Alsatia Münster, KDStV Winfridia Breslau, KDStV Alemannia Greifswald und KDStV Bavaria Bonn. Nach der Promotion 1888 zum Doktor der Theologie und der Priesterweihe am 23. Juni 1888 in Breslau wurde er Kaplan in Waldenburg, dann in Märzdorf am Bober und Schönau an der Katzbach. 1891 wurde er Pfarrer in Schwedt an der Oder, 1893 Pfarrer in Militsch. Nach der Promotion zum Dr. phil. an der Universität Bonn war er Hilfsgeistlicher in Berlin, wo er sechs Semester Jura studierte. Dann war er Hilfsarbeiter an das Breslauer Bistumsarchiv, habilitierte an der Breslauer Universität für Kirchenrecht und erhielt 1905 die Ernennung zum außerordentlichen und 1910 zum ordentlichen Professor für Kirchenrecht an der Katholisch-Theologischen Fakultät. 1919 promovierte er zum Doktor beider Rechte an der Universität Göttingen. 1930 wurde er emeritiert. Anschließend wirkte er von 1930 bis 1938 als Offizial des Bistums Berlin.

## Schriften (Auswahl)
- Veteris Testamenti de cherubim doctrina. Berlin 1888, OCLC 976469254.
- Liber decem quaestionum contra Christianos, Auctore Saliho Ibn al-Husain. Bonn 1897, OCLC 708735484.
- Die Lex Julia de adulteriis coercendis auf Grundlage der sog. Lex Dei. Breslau 1910, OCLC 1087436137.
- Praktisches Handbuch des geltenden kanonischen Eherechts in Vergleichung mit dem deutschen staatlichen Eherecht. Für Theologen und Juristen. Breslau 1925–1932.